# Burkham
Burkham – osada w Anglii, w hrabstwie Hampshire, w dystrykcie East Hampshire. Leży 26 km na północny wschód od miasta Winchester i 75 km na południowy zachód od Londynu. Miejscowość liczy 20 mieszkańców.